# Habronattus pugillis
Habronattus pugillis es una especie de araña saltadora del género Habronattus, familia Salticidae. Fue descrita científicamente por Griswold en 1987
Habita en los Estados Unidos y México.